# 姚哥庄站
姚哥庄站是一个胶济线上的铁路车站，位于山东省高密市朝阳街道东姚哥庄村，建于1901年，目前为四等站，邮政编码为261502。车站由济南局集团青岛西车务段管辖，不办理客货运业务。